# 声 (Suaraのアルバム)
『声』（こえ）は、Suaraの6作目のアルバム。2015年10月14日にフィックスレコードからSACDハイブリッド盤としてリリースされた。

## 概要
- オリジナルアルバムとしては、前作『花凛』から4年ぶりとなる。
- 通常盤と初回限定盤の二形態でリリースされた。初回限定盤のみ、四季をイメージしたミニアルバム[2]がDisc 2に収録されている。
- 「Future World」と「虹色の未来」は、ベストアルバム『The Best〜タイアップコレクション〜』からの再収録。

## 収録曲

### Disc 1 （通常盤・初回限定盤共通）
1. ヌエドリ [5:02]
作詞：須谷尚子、作曲・編曲：衣笠道雄
  - PS4・PS3・PS Vitaソフト『うたわれるもの 偽りの仮面』オープニングテーマ。
  - ゲームサイズバージョンが2015年8月24日に配信され[3]、フルサイズバージョンも同年9月30日に先行配信された[4]。
2. Future World [3:25]
作詞：須谷尚子、作曲・編曲：石川真也
  - PS3ソフト『AQUAPAZZA』オープニングテーマ。津田朱里とのスプリットシングルでリリースされた作品。
3. Fly away -大空へ- [3:27]
作詞：巽明子、作曲：衣笠道雄、編曲：豆田将
  - テレビ東京系アニメ『カードファイト!! ヴァンガード (アニメ)』エンディングテーマ。10枚目のシングル。
4. 声を聴かせて [5:03]
作詞・作曲：奥井雅美、編曲：衣笠道雄
  - 奥井雅美の提供曲。奥井本人もコーラスに参加[5]。
5. すべてをあなたに [4:04]
作詞：宮咲まど、作曲・編曲：衣笠道雄
  - シンガーソングライター宮咲まどの作詞提供曲。
6. 恋夢 [6:00]
作詞：須谷尚子、作曲・編曲：松岡純也
  - PS4・PS3・PS Vitaソフト『うたわれるもの 偽りの仮面』エピローグテーマ。
7. 脆弱 [5:35]
作詞・作曲：北野淳、編曲：松岡純也
  - シンガーソングライター北野淳の提供曲。
8. 君の前では少年のまま [5:26]
作詞：須谷尚子、作曲・編曲：衣笠道雄
  - PS3ソフト『ティアーズ・トゥ・ティアラII 覇王の末裔』エンディングテーマ。2013年10月31日に『ティアーズ・トゥ・ティアラII 覇王の末裔 ボーカル集』の1曲として配信され、『Tears to Tiara II 覇王の末裔 Original Soundtrack』（2014年8月15日、コミックマーケット86にて先行発売、同年9月24日に一般発売）にCD収録されたが、Suaraのアルバムへの収録は今回が初めてである。
9. 虹色の未来 [3:37]
作詞：須谷尚子、作曲：石川真也、編曲：衣笠道雄
  - OVA『ToHeart2 ダンジョントラベラーズ』オープニングテーマ。 「OVA ToHeart2 ダンジョントラベラーズ 主題歌マキシシングル」の収録曲。
10. I'm a beast [3:49]
作詞：須谷尚子、作曲・編曲：衣笠道雄
  - PSPソフト『ダンジョントラベラーズ2 王立図書館とマモノの封印』オープニングテーマ。2013年3月7日に配信され[6]、『ダンジョントラベラーズ2 王立図書館とマモノの封印 ORIGINAL SOUNDTRACK』（2013年8月10日、コミックマーケット84にて先行販売、同年2013年10月25日一般販売）にCD収録されたが、Suaraのアルバムへの収録は今回が初めてである。
11. Song of … [4:19]
作詞：木村奈菜、作曲：光田英生、編曲：衣笠道雄
12. Dream [4:47]
作詞：巽明子、作曲・編曲：松岡純也
13. 初空 [4:14]
作詞・作曲：巽明子、編曲：山根旦裕

### Disc 2 （初回限定盤のみ）
1. 春夏秋冬 [5:00]
作詞：未海、作曲：光田英生、編曲：松岡純也
  - 4作目のアルバム『キズナ』収録曲。
2. 桜 [5:41]
作詞：巽明子、作曲・編曲：松岡純也
  - 春をイメージした曲。2011年1月20日にデジタル・シングルとしてリリースされていたが、CDへの収録は初めて。
3. 君がいた夏の日 [4:58]
作詞：巽明子、作曲・編曲：衣笠道雄
  - 夏をイメージした曲。2011年6月30日にデジタル・シングルとしてリリースされていたが、CDへの収録は初めて。
4. 月明かりに照らされて [5:09]
作詞：巽明子、作曲・編曲：衣笠道雄
  - 秋をイメージした曲。2011年9月22日にデジタル・シングルとしてリリースされていたが、CDへの収録は初めて。
5. 十二月の雨 [4:54]
作詞：巽明子、作曲・編曲：松岡純也
  - 冬をイメージした新曲。